# Hyalurga vinosa
Hyalurga vinosa là một loài bướm đêm thuộc phân họ Arctiinae, họ Erebidae.